# Multinational Force and Observers

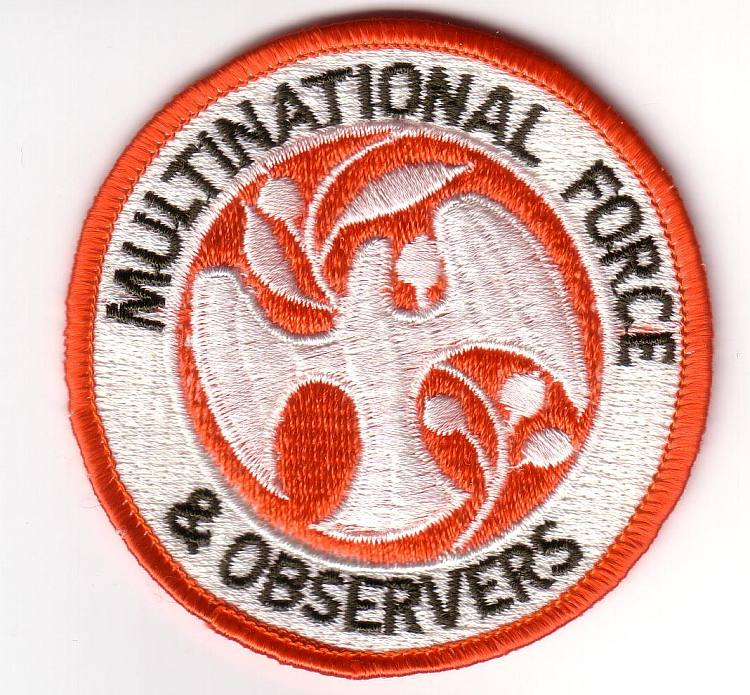
Aufnäher für das militärische MFO-Personal

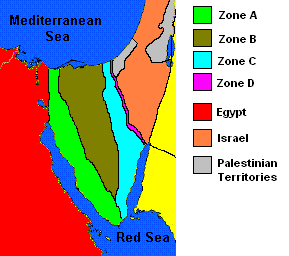
Die Zonen der Friedenssicherung auf der Sinai-Halbinsel

Die Multinational Force and Observers (MFO) ist eine internationale Friedenstruppe zur Sicherung des Friedensvertrages zwischen Ägypten und Israel. Dieser verlangte den vollständigen Rückzug israelischer Truppen vom Sinai. Eine Friedenstruppe der Vereinten Nationen sollte die Grenze zwischen Ägypten und Israel überwachen. Zunächst jedoch übernahm die US-amerikanische Sinai Field Mission diese Aufgabe; noch 1981 sah sich der Sicherheitsrat der Vereinten Nationen außerstande, eine eigene Friedenstruppe einzusetzen, da die Sowjetunion auf syrischen Druck hin ein Veto angekündigt hatte.
Als Folge dessen verhandelten Ägypten, Israel und die Vereinigten Staaten über eine Friedensmission außerhalb der UN; so wurden im August 1981 die Multinational Force and Observers gegründet.

## Standorte und Personal
Das Hauptquartier befindet sich in Rom; je ein Regionalbüro gibt es in Tel Aviv und Kairo. Der Stützpunkt „South Camp“ befindet sich unweit von Scharm El-Scheich am Roten Meer und die „Forward Operating Base North“ bei El Gorah, etwa 20 Kilometer von der Küste des Mittelmeers.
Im Jahr 2022 stammt das Personal (Gesamtstärke: 1154 Personen) aus 13 Ländern:
- Australien; Von 1982–1985 und seit 1993. Aktuell gestellt: 27 Personen.
- Fidschi; Seit 1982 beteiligt. Fidschi stellt ein Infanteriebataillon (eine Stabs- und Versorgungskompanie, eine Infanteriekompanie - FIJIBATT). Diese sichern die Forward Operating Base South sowie Patrouillen der Civilian Observer Unit in den Zonen A, B und C. Außerdem stellt Fidschi Stabspersonal, der Kontingentführer ist der stellvertretende leitende Verbindungsoffizier. In der Vergangenheit (2006) war Fidschi mit zwei weiteren Infanteriekompanien beteiligt. Damals war es im Norden der Zone C eingesetzt, und unter anderem mit dem Sichern der Grenzübergänge in Rafah, Kerem Shalom und El Awga/Nizzana beauftragt. Aktuell gestellt: 170 Personen.
- Frankreich; Seit 1982 beteiligt. Frankreich stellt aktuell einen Stabsoffizier. In der Vergangenheit (bis 2010) stellte Frankreich ein Transportflugzeugdetachment bestehend anfänglich aus einer DHC-6 Twin Otter bzw. C160 Transall, später einer CASA C-295M (Durchführung von Transport- und Beobachtungsaufträgen). Aktuell gestellt: 1 Person.
- Italien; Seit 1982 beteiligt. Italien stellt eine aus drei Patrouillenbooten bestehende Coastal Patrol Unit zur see-seitigen Absicherung des Vertragsgebietes in der Straße von Tiran. Hierbei steht immer eines von drei Booten in See, eines steht in Zweistundenbereitschaft und eines führt Wartungsarbeiten durch, ein viertes Boot befindet sich für größere Instandsetzungen in Taranto (Italien). Die Boote gehören zur vier Einheiten (ITS Esploratore, ITS Sentinella, ITS Vedetta und ITS Staffetta ) umfassenden Esploratore-Klasse (181 BRT, 37 m). Italien hat auch bereits einmal den Force Commander gestellt. Aktuell gestellt: 78 Personen.
- Japan; Seit 2019. Aktuell gestellt: 2 Personen.
- Kanada; Seit 1985 beteiligt. Kanada stellt eine Militärpolizeieinheit, die Fluglotsen der Flight Following Section in der Forward Operating Base North sowie verschiedenes Personal im Stab (Leitender Verbindungsoffizier, Force Sergeant Major, Chef der Militärpolizei, weitere Stabsoffiziere für Operationsführung, Training, Pionierwesen, IT, Fahrzeugmanagement, Sicherheit). Kanada hat auch bereits mehrmals den Force Commander gestellt. Aktuell gestellt: 55 Personen.
- Kolumbien; Seit 1982 beteiligt. Kolumbien stellt ein Infanteriebataillon (eine Stabs- und Versorgungskompanie, zwei Infanteriekompanien - COLCON). Diese sichern die Forward Operating Base North, besetzen Beobachtungsposten und führen Patrouillen in der Zone C durch, und stellen eine Quick-Reaction-Force (QRF). Kolumbien stellt außerdem 14 Soldaten im Stab (darunter Stabsoffizier für Sicherheit, einen Verbindungsoffizier, einen Sanitätsoffizier und einen Sanitätsoffizier-Zahnarzt). Aktuell gestellt: 275 Personen.
- Neuseeland; Seit 1982 beteiligt. Neuseeland stellte von 1982 bis 1986 gemeinsam mit Australien eine Hubschrauberstaffel bestehend aus UH1H Iroquois. Vom Abzug der Hubschrauber bis 1998 war Neuseeland nur mit wenigen Stabsoffizieren am Einsatz beteiligt. Ab 1998 hat das neuseeländische Kontingent (NZCON) die Aufgabe des Force Training Team übernommen, des Weiteren stellt es eine Transportgruppe und mehrere Stabsoffiziere (Unter anderem für Operationsführung, Pionierwesen, Verbindungsoffiziere und den Adjudanten des Force Commanders). Neuseeland hat auch bereits mehrmals den Force Commander gestellt. Aktuell gestellt: 30 Personen.
- Norwegen; Seit 1982 beteiligt. Norwegen stellt drei Stabsoffiziere (den Leiter der Commander's Advisory Group, einen Stabsoffizier für Planung und einen Verbindungsoffizier). Norwegen hat auch bereits mehrmals den Force Commander gestellt. Aktuell gestellt: 3 Personen.
- Tschechien; Seit 2009 beteiligt. Tschechien stellt drei Stabsoffiziere (Den stellvertretenden Chef des Stabes, den Deputy Force Protection Information Officer und einen Pionierstabsoffizier) sowie seit November 2013 ein kleines Transportflugzeugdetachment bestehend aus einer CASA C-295M (Durchführung von Transport- und Beobachtungsaufträgen) sowie 15 Mann Bord- und Bodenpersonal. Aktuell gestellt: 18 Personen.
- Uruguay; Seit 1982 beteiligt. Uruguay stellt eine gemischte Transport- und Pioniereinheit (Transport and Engineering Unit - Kompanieäquivalent), sowie einen Stabsoffizier und einen Sanitätsoffizier. Aktuell gestellt: 42 Personen.
- Vereinigtes Königreich; Von 1982–1992 und seit 2014. Aktuell gestellt: 2 Personen.
- Vereinigte Staaten (Task Force Sinai); Seit 1982. Aktuell gestellt: 452 Personen. Bei einem Kontingentwechsel im Jahr 1985 stürzte eine Maschine mit ausfliegendem Personal bei Gander in Kanada ab. Dabei starben 248 Angehörige der US-Army sowie acht Besatzungsmitglieder.

Ehemalige Truppensteller sind:
- Niederlande; Von 1995–2015
- Ungarn; Von 1995–2015

## Force Commander
| Nr. | Name                                 | Herkunft    | Beginn der Berufung | Ende der Berufung |
| --- | ------------------------------------ | ----------- | ------------------- | ----------------- |
| 1.  | Generalleutnant Fredrik Bull-Hansen  | Norwegen    | 1981                | 1984              |
| 2.  | Generalleutnant Egil Ingebrigtsen    | Norwegen    | 1984                | 1989              |
| 3.  | Generalleutnant Donald McIver        | Neuseeland  | 1989                | 1991              |
| 4.  | Generalleutnant J.W.C. van Ginkel    | Niederlande | 1991                | 1994              |
| 5.  | Generalmajor David B. Ferguson       | Australien  | 1994                | 1997              |
| 6.  | Generalmajor Tryggve Tellefsen       | Norwegen    | 1997                | 2001              |
| 7.  | Generalmajor Robert Meating          | Kanada      | 2001                | 2004              |
| 8.  | Generalmajor Roberto Martinelli      | Italien     | 2004                | 2007              |
| 9.  | Generalmajor Kjell Narve Ludvigsen   | Norwegen    | 2007                | 2010              |
| 10. | Generalmajor Warren J. Whiting       | Neuseeland  | 2010                | 2014              |
| 11. | Generalmajor Denis Thompson          | Kanada      | 2014                | 2017              |
| 12. | Generalmajor Simon Stuart            | Australien  | 2017                | 2019              |
| 13. | Generalmajor Evan Williams           | Neuseeland  | 2019                | 2023              |
| 14. | Generalmajor Pavel Kolář             | Tschechien  | 2019                | 2023              |
| 15. | Generalmajor Evan Williams (interim) | Neuseeland  | 2023                | 2024              |
| 16. | Generalmajor Michael Garraway        | Australien  | 2024                | laufend           |